# Франклін (округ, Вашингтон)
Шаблон:StateAbbr_ 46°32′ пн. ш. 118°54′ зх. д. / 46.54° пн. ш. 118.9° зх. д.
О́круг Фра́нклін (англ. Franklin County) — округ (графство) у штаті Вашингтон, США. Ідентифікатор округу 53021.

## Історія
Округ утворений 1883 року.

## Демографія
За даними перепису 2000 року загальне населення округу становило 49347 осіб, зокрема міського населення було 39473, а сільського — 9874. Серед мешканців округу чоловіків було 25752, а жінок — 23595. В окрузі було 14840 домогосподарств, 11603 родин, які мешкали в 16084 будинках. Середній розмір родини становив 3,67.
Віковий розподіл населення поданий у таблиці:
| Стать    | До 15 років | 15-21 | 22-29 | 30-39 | 40-49 | 50-65 | 65-85 | Понад 85 |
| -------- | ----------- | ----- | ----- | ----- | ----- | ----- | ----- | -------- |
| Чоловіки | 7443        | 3245  | 3143  | 3648  | 3433  | 2947  | 1744  | 149      |
| Жінки    | 6817        | 2750  | 2708  | 3258  | 3003  | 2752  | 2058  | 249      |

## Суміжні округи
- Адамс — північ
- Вітмен — схід
- Валла-Валла — південний схід
- Колумбія — південний схід
- Бентон — південний захід
- Грант — північний захід

## Виноски
1. ↑  U.S. Decennial Census. United States Census Bureau. Архів оригіналу за 26 квітня 2015. Процитовано 7 січня 2014.
2. ↑  Historical Census Browser. University of Virginia Library. Архів оригіналу за 11 серпня 2012. Процитовано 7 січня 2014.
3. ↑  Population of Counties by Decennial Census: 1900 to 1990. United States Census Bureau. Процитовано 7 січня 2014.
4. ↑  Census 2000 PHC-T-4. Ranking Tables for Counties: 1990 and 2000 (PDF). United States Census Bureau. Процитовано 7 січня 2014.
5. ↑  State & County QuickFacts. United States Census Bureau. Архів оригіналу за 17 липня 2011. Процитовано 7 січня 2014. [Архівовано 2011-07-17 у Wayback Machine.](англ.) Наведено за англійською вікіпедією.
6. ↑  American FactFinder. Бюро перепису населення США. Архів оригіналу за 26 лютого 2012. Процитовано 31 січня 2008. [Архівовано 2008-05-21 у Wayback Machine.]

| США | Це незавершена стаття з географії США. Ви можете допомогти проєкту, виправивши або дописавши її. |